# حال دل
حال دل (انگلیسی: Haal-e-Dil) یک فیلم در ژانر کمدی رمانتیک و موزیکال به کارگردانی آنیل دوگان است که در سال ۲۰۰۸ منتشر شد. از بازیگران آن می‌توان به آدهیان سومان اشاره کرد.